# Diachus erasus
Diachus erasus är en skalbaggsart som beskrevs av J. L. Leconte 1880. Diachus erasus ingår i släktet Diachus och familjen bladbaggar. Inga underarter finns listade i Catalogue of Life.